# But the Flesh Is Weak
But the Flesh Is Weak is een Amerikaanse filmkomedie uit 1932 onder regie van Jack Conway. In Nederland werd de film destijds uitgebracht onder de titel Maar het vleesch is zwak.

## Verhaal
Max Clement en zijn vader Florian leven op kap van rijke vrouwen. Max heeft zijn zinnen gezet op de rijke Joan Culver. Bij haar thuis maakt hij kennis met Rosine Brown, een Oostenrijkse weduwe. Hij maakt haar het hof, totdat ze akkoord gaat om met hem te trouwen. Zijn vader verliest intussen 4.500 pond met het gokken. Max besluit om te trouwen met Joan om te voorkomen dat zijn vader achter tralies terechtkomt.

## Rolverdeling
| Acteur                | Personage            |
| --------------------- | -------------------- |
| Robert Montgomery     | Max Clement          |
| Nora Gregor           | Rosine Brown         |
| Heather Thatcher      | Joan Culver          |
| Edward Everett Horton | George Kelvin        |
| C. Aubrey Smith       | Florian Clement      |
| Nils Asther           | Prins Paul           |
| Frederick Kerr        | Hertog van Hampshire |
| Eva Moore             | Florence Ridgway     |
| Forrester Harvey      | Gooch                |
| Desmond Roberts       | Findley              |